# Eduardo Aguilar (futbolista)
Eduardo Aguilar Caballero (Chiclín, 21 de diciembre de 1958) es un exfutbolista peruano que se desempeñaba como defensa.

## Trayectoria
Nació en Chiclín en 1958, su trayectoria inicia en Alfonso Ugarte de Chiclín, a la edad de 14 años sube al primer equipo en la liga distrital de trujillo, en el año de 1976 termina la secundaria y su padre decide mandarlo a estudiar a la capital del País, ingresando a la Universidad Nacional "Federico Villarreal" en la carrera profesional de Administración de Empresas"; a la vez, todos los fines de semana (viernes), retornaba a Chiclín para jugar por el equipo de sus amores, y los días domingos por la noche retornaba para continuar con sus estudios universitarios. 
Además de jugar en la selección de esta Universidad, conjuntamente con otro paisano Lucho Briceño, quién posteriormente defendió los "tres palos" de los "Diablos Rojos" de Chiclín. Dentro de ese trajinar futbolístico Eduardo Aguilar, es recomendado por el presidente de la Federación Departamental de La Libertad, el "Diablo Mayor" Carlos Domínguez, para que sea probado en el Universitario de Deportes. Su vida disciplinaria, su esfuerzo, entrega y dedicación demostrado en la cancha del estadio "Lolo Fernández", sorprendió al entrenador uruguayo Roberto Scarone, quién pide a los directivos "merengue" la contratación inmediata. En 1977 llega al primer equipo para el año 1978 salga subcampeón nacional y clasificando la Copa Libertadores de 1979, en el certamen universitario le gana al palmeiras convirtiéndose así el único equipo peruano en ganar tierras brasileñas. En 1982 sale campeón nacional y siendo capitán de dicho plantel y convirtiéndose unas de las figuras de ese año.
Ya para el año 1983 se va a Atlético Torino siendo figura de ese plantel, después ficha por el cuadro edil durando un año se va del equipo por crisis económica, después de eso se va al Sport Pilsen de guadalupe después se iría mitad de año de nuevo se iría por crisis económica, pasaría por clubes como Guardia Republicana, Lawn Tennis, lau chun sale campeón en segunda división pero sin ascenso, para retirarse en Lawn Tenis en 1993, después estudiaría de director técnico también dirigiendo academias.

## Selección nacional
Ha sido internacional con la Selección de fútbol de Perú en como juvenil como también en las mayores también es convocado a la preselección nacional que participara en el Mundial de Futbol en España de 1982; lastimosamente, no pudo ser incluido dentro de los 22 jugadores que representaron a la selección en dicho certamen internacional. En plena preparación para la Copa América de 1979 jugó un amistoso contra chile pero no estuvo en la convocatoria final.

## Clubes
| Club                    | País | Año       |
| ----------------------- | ---- | --------- |
| Universitario           | Perú | 1977-1982 |
| Atlético Torino         | Perú | 1983      |
| Deportivo Municipal     | Perú | 1984      |
| Sport Pilsen            | Perú | 1985      |
| Lawn Tennis Fútbol Club | Perú | 1985      |
| Guardia Republicana     | Perú | 1986      |
| Lawn Tennis Fútbol Club | Perú | 1987      |
| Lau Chun                | Perú | 1988-1991 |
| Lawn Tennis Fútbol Club | Perú | 1992-1993 |

## Palmarés
| Título                    | Club                      | País | Año  |
| ------------------------- | ------------------------- | ---- | ---- |
| Primera División del Perú | Universitario de Deportes | Perú | 1982 |
| Segunda División          | Lau Chun                  | Perú | 1991 |